# Grytsjön (Askersunds socken, Närke)
Grytsjön är en sjö i Askersunds kommun och Laxå kommun i Närke och ingår i Norrströms huvudavrinningsområde. Sjön är 11,5 meter djup, har en yta på 1,84 kvadratkilometer och är belägen 140 meter över havet. Sjön avvattnas av vattendraget Grytsjöbäcken. Vid provfiske har abborre, gers, gädda och mört fångats i sjön.

## Delavrinningsområde
Grytsjön ingår i det delavrinningsområde (652430-143251) som SMHI kallar för Utloppet av Grytsjön. Medelhöjden är 159 meter över havet och ytan är 22,31 kvadratkilometer. Det finns inga avrinningsområden uppströms utan avrinningsområdet är högsta punkten. Grytsjöbäcken som avvattnar avrinningsområdet har biflödesordning 2, vilket innebär att vattnet flödar genom totalt 2 vattendrag innan det når havet efter 294 kilometer. Avrinningsområdet består mestadels av skog (74 procent). Avrinningsområdet har 1,96 kvadratkilometer vattenytor vilket ger det en sjöprocent på 8,8 procent.